# Callum Ferguson
Callum Ferguson (ur. 21 listopada 1984 w Adelaide) - australijski kryckiecista, reprezentant Australii Południowej i Australii, praworęczny odbijający, rzucający w stylu medium-fast.
W lidze australijskiej wystąpił po raz pierwszy w 204 w meczów przeciwko Wiktorii, w pierwszym sezonie grając dla Australii Południowej odniósł dobry wynik zdobywając 733 runs przy średniej 38,57. W reprezentacji Australii zadebiutował w 2009 przeciwko Nowej Zelandii.